# دوربین تلویزیون

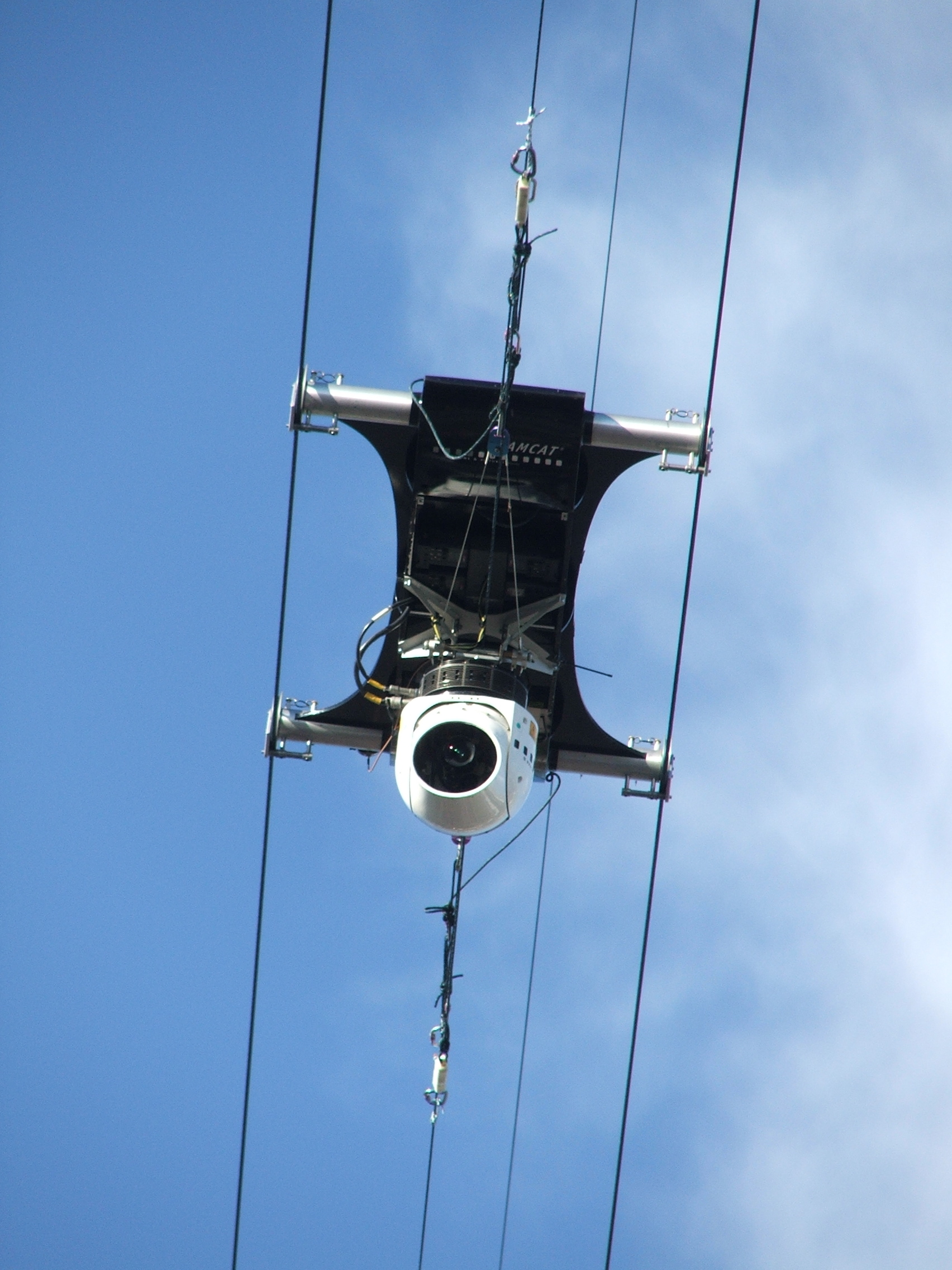

دوربین تلویزیون به دوربین‌هایی گفته می‌شود که برای ضبط تصاویر متحرک الکترونیکی بکار می‌رود. بنابراین روش کار آن با دوربین‌های فیلمبرداری که تصاویر را بر روی نوار فیلم ضبط می‌کنند متفاوت است.
به دوربین تلویزیون گاه دوربین ویدئویی حرفه‌ای هم گفته می‌شود.
امروزه استفاده از تلویزیون فقط به تماشای برنامه های تلویزیونی و فیلم و سریال محدود نمی شود. در واقع، استفاده از تلویزیون و نمایشگر ها از دستگاه های پزشکی شروع می شود و تا داخل خودرو ها ادامه پیدا می کند. یکی از این استفاده ها در دوربین های مداربسته است. در هر استفاده ای از تلویزیون، باید طوری این عضو از سیستم را اانتخاب کرد که بهترین عملکرد را داشته باشد. برای انتخاب این محصول،  ابتدا باید استفاده ما از آن مشخص باشد.  پس از آن، می توان بر اساس ویژِگی های کاربردی برای کار مد نظر، می توان بهترین انتخاب را انجام داد. در  انتخاب یک تلویزیون برای دوربین مداربسته نیز ویژگی های مهمی مد نظر است که باید تلویزیون از آن ها برخوردار باشد. در ادامه این مطلب به معرفی این تلویزیون ها و ویژگی های مهم آن خواهی پرداخت.